# (6913) Yukawa
(6913) Yukawa (1991 UT3) – planetoida z grupy pasa głównego asteroid okrążająca Słońce w ciągu 3,35 lat w średniej odległości 2,24 j.a. Odkryta 31 października 1991 roku.